# یواس‌اس اکلاهما (بی‌بی-۳۷)
یواس‌اس اکلاهما (بی‌بی-۳۷) (به انگلیسی: USS Oklahoma (BB-37)) یک کشتی بود که طول آن ۵۸۳ فوت (۱۷۸ متر) بود. این کشتی در سال ۱۹۱۴ ساخته شد.